# Cattedrale dell'Immacolata Concezione (Castries)
La cattedrale dell'Immacolata Concezione è la chiesa cattedrale dell'arcidiocesi di Castries; si trova in Micoud Street, vicino a piazza Derek Walcott, a Castries, la capitale di Saint Lucia.

## Storia
La fondazione della struttura attuale risale al 1894, mentre la chiesa, completata nel 1897, fu solennemente consacrata dall'arcivescovo di Port of Spain, Patrick Vincent Floodin, l'11 maggio 1899.
La "cattedrale", come è comunemente nota, è la più grande cattedrale dei Caraibi, misura 61 m di lunghezza per 30 m di larghezza ed è stata elevata al rango di basilica minore l'11 maggio 1999, nell'ambito delle celebrazioni per il centenario della consacrazione.
I dipinti sulle vetrate e sulle pareti della chiesa sono opera del famoso artista locale, Dunstan St. Omer.